# Mateo Retegui
Pour les articles homonymes, voir Retegui.
Mateo Retegui, né le 29 avril 1999 à San Fernando en Argentine, est un footballeur international italien d'origine argentine qui évolue au poste d'avant-centre à Al-Qadsiah FC.

## Biographie

### En club
Né à San Fernando en Argentine, Mateo Retegui est formé par River Plate, avant de poursuivre sa formation chez le rival de Boca Juniors. C'est avec ce club qu'il fait ses débuts en professionnel, jouant son premier match le 17 novembre 2018, à l'occasion d'une rencontre de championnat face au CA Patronato. Il entre en jeu à la place de Carlos Tévez et son équipe s'impose par un but à zéro.
En janvier 2019, Retegui est prêté à l'Estudiantes La Plata.
Le 8 février 2022, Mateo Retegui est prêté au CA Tigre pour deux saisons, soit jusqu'en décembre 2023. Le 16 juin 2022, Retegui réalise son premier doublé pour le CA Tigre, lors d'une rencontre de championnat face à son ancien club, Boca Juniors. Cela ne suffit toutefois pas à son équipe, qui s'incline par cinq buts à trois.
S'imposant avec Tigre, Retegui se révèle comme un buteur prolifique, étant l'un des joueurs les plus efficaces du championnat argentin.
Le 26 juillet 2023, il signe un contrat de 5 ans avec le Genoa, club de Serie A, promu à ce moment-là.

### En sélection
En mai 2018, Mateo Retegui est convoqué pour la première fois avec l'équipe d'Argentine des moins de 20 ans.
Possédant un passeport italien en raison des origines siciliennes de son grand-père, Retegui est éligible pour représenter l'Italie. En mars 2023, il est convoqué pour la première fois avec l'équipe nationale d'Italie par le sélectionneur Roberto Mancini.
En mars 2023, lors du match d'ouverture du Groupe C des qualifications à l'Euro 2024, il inscrit son premier but avec la Squadra Azzurra face à l’Angleterre.
Il est retenu dans la liste des 26 joueurs italiens du sélectionneur Luciano Spalletti pour participer à l'Euro 2024.

## Vie privée
Mateo Retegui est le fils de Carlos Retegui, ancien joueur de hockey sur gazon. Sa sœur Micaela, de trois ans son aînée, est également joueuse de hockey sur gazon.

## Palmarès

### En Club
- Boca Juniors :
  - Champion de Primera División en 2018.
- CA Talleres :
  - Finaliste de la Copa Argentina en 2021.
- CA Tigre :
  - Finaliste de la Copa de la Liga Profesional en 2022.

## Statistiques

### Statistiques générales
| Saison                | Club                  | Championnat           | Championnat | Championnat | Championnat | Coupe nationale | Coupe nationale | Coupe nationale | Coupe de la Ligue | Coupe de la Ligue | Coupe de la Ligue | Compétition(s) continentale(s) | Compétition(s) continentale(s) | Compétition(s) continentale(s) | Compétition(s) continentale(s) | Supercoupe UEFA | Supercoupe UEFA | Supercoupe UEFA | Autres compétitions | Autres compétitions | Autres compétitions | Autres compétitions | Italie | Italie | Italie | Total | Total | Total |
| Saison                | Club                  | Division              | M.          | B.          | P.d.        | M.              | B.              | P.d.            | M.                | B.                | P.d.              | Comp.                          | M.                             | B.                             | P.d.                           | M.              | B.              | P.d.            | Comp.               | M.                  | B.                  | P.d.                | M.     | B.     | P.d.   | M.    | B.    | P.d.  |
| 2018-2019             | Boca Juniors          | Primera División      | 1           | 0           | 0           | -               | -               | -               | -                 | -                 | -                 | CL                             | -                              | -                              | -                              | -               | -               | -               | -                   | -                   | -                   | -                   | -      | -      | -      | 1     | 0     | 0     |
| 2018-2019             | Estudiantes (prêt)    | Primera División      | 3           | 0           | 0           | 3               | 1               | 0               | 4                 | 0                 | 0                 | -                              | -                              | -                              | -                              | -               | -               | -               | -                   | -                   | -                   | -                   | -      | -      | -      | 10    | 1     | 0     |
| 2018-2019             | Estudiantes (prêt)    | Primera División      | 18          | 4           | 0           | 1               | 0               | 0               | -                 | -                 | -                 | -                              | -                              | -                              | -                              | -               | -               | -               | -                   | -                   | -                   | -                   | -      | -      | -      | 19    | 4     | 0     |
| Sous-total            | Sous-total            | Sous-total            | 21          | 4           | 0           | 4               | 1               | 0               | 4                 | 0                 | 0                 | -                              | -                              | -                              | -                              | -               | -               | -               | -                   | -                   | -                   | -                   | -      | -      | -      | 29    | 5     | 0     |
| 2020                  | CA Talleres (prêt)    | -                     | -           | -           | -           | 2               | 0               | 0               | 11                | 1                 | 0                 | -                              | -                              | -                              | -                              | -               | -               | -               | -                   | -                   | -                   | -                   | -      | -      | -      | 13    | 1     | 0     |
| 2021                  | CA Talleres (prêt)    | Primera División      | 24          | 4           | 1           | 4               | 0               | 0               | 14                | 2                 | 2                 | CS                             | 6                              | 0                              | 1                              | -               | -               | -               | -                   | -                   | -                   | -                   | -      | -      | -      | 48    | 6     | 4     |
| Sous-total            | Sous-total            | Sous-total            | 24          | 4           | 1           | 6               | 0               | 0               | 25                | 3                 | 2                 | -                              | 6                              | 0                              | 1                              | -               | -               | -               | -                   | -                   | -                   | -                   | -      | -      | -      | 61    | 7     | 4     |
| 2022                  | CA Tigre (prêt)       | Primera División      | 27          | 19          | 3           | 1               | 0               | 0               | 13                | 3                 | 1                 | -                              | -                              | -                              | -                              | -               | -               | -               | TCL                 | 1                   | 1                   | 0                   | -      | -      | -      | 42    | 23    | 4     |
| 2023                  | CA Tigre (prêt)       | Primera División      | 9           | 7           | 0           | 1               | 0               | 0               | -                 | -                 | -                 | -                              | -                              | -                              | -                              | -               | -               | -               | -                   | -                   | -                   | -                   | 3      | 2      | 0      | 13    | 9     | 0     |
| Sous-total            | Sous-total            | Sous-total            | 36          | 26          | 3           | 2               | 0               | 0               | 13                | 3                 | 1                 | -                              | -                              | -                              | -                              | -               | -               | -               | -                   | 1                   | 1                   | 0                   | 3      | 2      | 0      | 55    | 32    | 4     |
| 2023-2024             | Genoa CFC             | Serie A               | 29          | 7           | 2           | 2               | 2               | 0               | -                 | -                 | -                 | -                              | -                              | -                              | -                              | -               | -               | -               | -                   | -                   | -                   | -                   | 9      | 2      | 0      | 40    | 11    | 2     |
| 2024-2025             | Atalanta Bergame      | Serie A               | 37          | 25          | 8           | 2               | 0               | 1               | -                 | -                 | -                 | C1                             | 10                             | 3                              | 0                              | 1               | 0               | 0               | -                   | -                   | -                   | -                   | 8      | 2      | 1      | 58    | 30    | 10    |
| Total sur la carrière | Total sur la carrière | Total sur la carrière | 145         | 65          | 13          | 16              | 3               | 1               | 42                | 6                 | 3                 | -                              | 16                             | 3                              | 1                              | 1               | 0               | 0               | -                   | 1                   | 1                   | 0                   | 20     | 6      | 1      | 241   | 84    | 19    |

### Buts internationaux
| Buts internationaux de Mateo Retegui | Buts internationaux de Mateo Retegui | Buts internationaux de Mateo Retegui          | Buts internationaux de Mateo Retegui | Buts internationaux de Mateo Retegui | Buts internationaux de Mateo Retegui | Buts internationaux de Mateo Retegui | Buts internationaux de Mateo Retegui | Buts internationaux de Mateo Retegui | Buts internationaux de Mateo Retegui | Buts internationaux de Mateo Retegui |
| 0                                    | Date                                 | Lieu                                          | Adversaire                           | Résultat                             | Compétition                          | Statut                               | Performances                         | Sel.                                 |                                      |                                      |
| 0                                    | Date                                 | Lieu                                          | Adversaire                           | Résultat                             | Compétition                          | Statut                               | But(s)                               | Sel.                                 | Score                                | Détails                              |
| ------------------------------------ | ------------------------------------ | --------------------------------------------- | ------------------------------------ | ------------------------------------ | ------------------------------------ | ------------------------------------ | ------------------------------------ | ------------------------------------ | ------------------------------------ | ------------------------------------ |
| 1                                    | 23 mars 2023                         | Stade Diego Armando Maradona, Naples (Italie) | Angleterre                           | 1 - 2                                | Éliminatoires Euro 2024              | Titulaire                            | 56e                                  | 1 - 2                                | tir du pied droit                    | 1re                                  |
| 2                                    | 26 mars 2023                         | Ta' Qali Stadium, Ta' Qali (Malte)            | Malte                                | 0 - 2                                | Éliminatoires Euro 2024              | Titulaire ( 66e Gianluca Scamacca)   | 15e                                  | 0 - 1                                | de la tête                           | 2e                                   |
| 3                                    | 21 mars 2024                         | Chase Stadium, Fort Lauderdale (États-Unis)   | Venezuela                            | 2 - 1                                | Match amical                         | Titulaire ( 87e Giacomo Raspadori)   | 40e                                  | 1 - 0                                | tir du pied droit                    | 5e                                   |
| 4                                    | 21 mars 2024                         | Chase Stadium, Fort Lauderdale (États-Unis)   | Venezuela                            | 2 - 1                                | Match amical                         | Titulaire ( 87e Giacomo Raspadori)   | 80e                                  | 2 - 1                                | tir du pied droit                    | 5e                                   |
| 5                                    | 10 octobre 2024                      | Stade olympique, Rome (Italie)                | Belgique                             | 2 - 2                                | Ligue des Nations 2024-2025          | Titulaire ( 80e Giacomo Raspadori)   | 24e                                  | 2 - 0                                | tir du pied gauche                   | 15e                                  |
| 6                                    | 14 octobre 2024                      | Stade Friuli, Udine (Italie)                  | Israël                               | 4 - 1                                | Ligue des Nations 2024-2025          | Titulaire ( 84e Lorenzo Lucca)       | 41e                                  | 1 - 0                                | s.p du pied droit                    | 16e                                  |